# Vassoura-de-bruxa

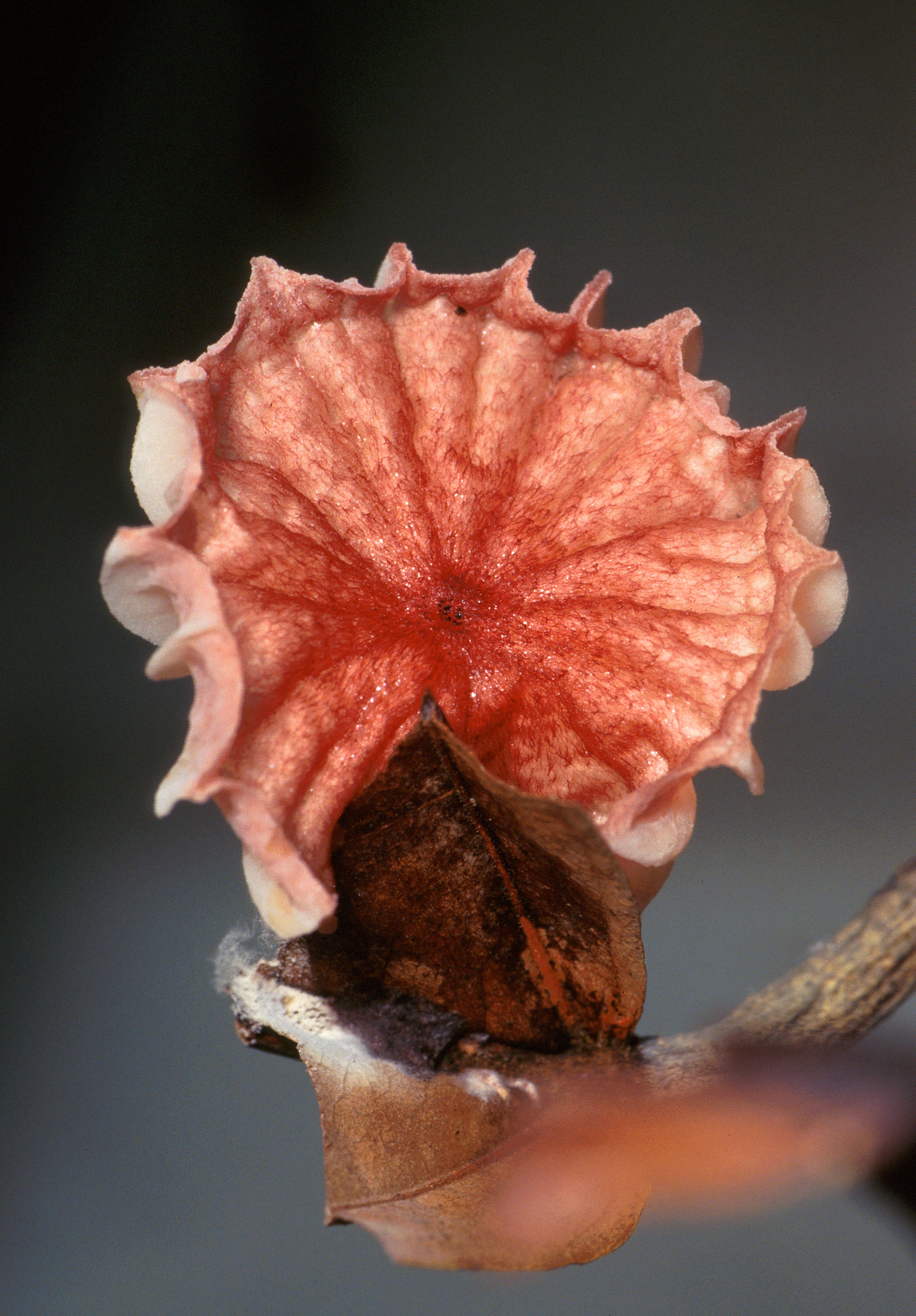
Cogumelo de Moniliophtora perniciosa, o fungo que provoca a doença.

O termo vassoura-de-bruxa é aplicado a um tipo de doença ou sintoma de doença de plantas em que ocorre um desenvolvimento anormal do tecido meristemático ou superbrotamento. Embora a vassoura-de-bruxa ocorra em muitas espécies de plantas de famílias diferentes e possa ser causado por diversos tipos de patógenos (vírus, fitoplasmas ou fungos), a mais conhecida dentre elas é a que afeta o cacaueiro. A vassoura-de-bruxa do cacaueiro é uma doença dos cacaueiros causada por um fungo basidiomiceto Moniliophtora perniciosa Stahel Aime & Phillips-Mora. É uma das doenças de maior impacto econômico nos países produtores de cacau da América do Sul e das ilhas do Caribe. M. perniciosa ataca as regiões meristemáticas do cacaueiro, principalmente frutos, brotos e almofadas florais, ocasionando queda acentuada na produção, provocando o desenvolvimento anormal, seguido de morte, das partes infectadas.

## Sintomas da doença
Os sintomas da vassoura de bruxa no cacaueiro apresentam-se em ramos novos, frutos e botões florais, eles podem ser caracterizados, pelo superbrotamento de lançamentos foliares, pela proliferação de gemas laterais, engrossamento de  tecidos em crescimento, principalmente os meristemáticos. As "Vassouras", apresentam formas e tamanhos variáveis, desse modo, podem atingir o dobro ou o triplo do diâmetro, tamanho e o volume de folhas,  comparado às características de um ramo normal. Em situações onde há infecções mais severas, pode se observar a necrose e morte da gema, sem que haja a produção de "Vassouras" (KIMATI et al., 1997, DE OLIVEIRA et al., 2005).
No começo, as vassouras têm uma coloração verde e se tornam marrons quando se origina a necrose dos tecidos. Nos frutos os sintomas são variáveis devido ao tipo de infecção, se ocorrer a manifestação dessa doença nas flores, dará pequenos frutos róseos, deformados, denominados de morangos, que com o desenvolvimento da infecção se mumificam. Nos frutos já desenvolvidos a doença causa lesões escuras, deformações que são firmes ao tato e pode ocorrer o amarelecimento precoce. Na maioria das vezes os danos causados internamente no fruto apresentam-se de forma avançada, já com crescimento do micélio (KIMATI et al., 1997, DE OLIVEIRA et al., 2005).
Nas mudas, ao apresentar a infecção nas gemas apicais, o fungo induz a propagação de brotações laterais e que pode provocar outras deformações com uma ou mais vassouras, surgindo das axilas das folhas, observa-se também a formação de cancro, tanto nas mudas como nos ramos, que pode causar necrose, fendilhamento na casca e produção de novas vassouras, abaixo e acima da região de infecção. E com o avanço da doença, nota-se a necrose e a seca das vassouras verdes (DE OLIVEIRA et al., 2005).

## Ciclo da doença
M. perniciosa é um fungo hemibiotrófico (ataca células vivas, porém pode se desenvolver e reproduzir após a morte dos tecidos atacados), com dois tipos de micélio: o biotrófico (parasítico) e o necrotrófico (saprotrófico). O ciclo de vida do fungo começa quando os basidiósporos germinam sobre a cutícula e a base dos tricomas da planta. A penetração pode ser pelo estômato, tecidos lesados ou pela penetração direta sem que haja a formação de apressórios. Estes tubos germinativos penetram unicamente em tecidos meristemáticos formando um micélio uninuclear e haplóide que invade os espaços intercelulares do tecido com hifas relativamente grossas (5-20 um), irregulares, monocarióticas e com ausência de grampos de conexão.
A infecção pelo fungo provoca superbrotações resultantes da perda de dominância apical, as quais formam ramos anormais conhecidos como vassouras verdes, assim como anomalias nos frutos e almofadas florais. Foi demonstrado em estudos citológicos que a dicariotização ocorre em hifas monocarióticas derivadas de um único basidiósporo uninucleado, evidenciando a natureza homotálica (autofértil) de M. perniciosa. O crescimento de M. perniciosa dicariotizado dá origem a um micélio de fase secundária (saprotrófico), no qual as hifas são mais finas e apresentam grampos de conexão. Nesta fase, M. perniciosa causa necrose, apodrecimento e morte dos tecidos afetados da planta, formando assim as vassouras secas. Unicamente nesta fase da vida do fungo, e após um período de seca aparecem os basidiomas, os quais produzem numerosos esporos que disseminam cada vez mais a doença. As condições climáticas do Estado da Bahia, com períodos intermitentes de seca e umidade, favorecem a produção de esporos durante o ano todo

## Impactos econômicos
Atualmente, a doença constitui o maior problema fitopatológico do estado da Bahia e, talvez, do Brasil. A doença é originária da bacia amazônica e só foi detectada no sul da Bahia (Microrregião de Ilhéus-Itabuna) em 1989. De 1991 para 2000 o Brasil teve sua produção anual reduzida de 320,5 mil toneladas para 191,1 mil toneladas, caindo a sua participação no mercado internacional de 14,8% para 4%. Esse quadro, associado aos baixos preços do produto praticados no momento da introdução da doença, tem fragilizado consideravelmente a situação socioeconômica e o equilíbrio ecológico das regiões produtoras do cacau no país, onde cerca de 2,5 milhões de pessoas dependem dessa atividade . Este problema atinge o Brasil como um todo ao afetar toda a cadeia produtiva de cacau. Devido à drástica redução na produção de cacau, o Brasil hoje deve importar este produto para assim suprir sua demanda interna, incrementando os custos de produção de chocolate e aumentando os riscos de ingresso de outras doenças.
Devido à grande importância econômica da vassoura-de-bruxa, numerosos esforços têm sido envidados na tentativa de estabelecer um plano de controle efetivo e economicamente viável para esta doença. Destas estratégias de controle, a considerada como mais promissora é o plantio de mudas resistentes à doença, prática que vem sendo largamente adotada no sul da Bahia. Porém, no Equador demonstrou-se que variedades resistentes podem tornar-se suscetíveis ao longo de várias gerações e um estudo recente demonstrou que a variabilidade genética de M. perniciosa na Bahia é muito baixa quando comparada àquela encontrada na região amazônica, mostrando apenas a existência de dois genótipos do patógeno na Bahia; estes resultados indicam que estes clones resistentes podem ser muito sensíveis a novas introduções do fungo provenientes da Amazônia. Além disso, o cacau apresenta problema de incompatibilidade sexual. Com a clonagem, tem sido uma observação recorrente no sul da Bahia a existência de plantas com forte floração, mas que não frutificam. Em conjunção com esse fato, muitos dos clones distribuídos não apresentam as qualidades agronômicas ideais para o plantio, tendo sido a sua seleção feita baseada apenas na resistência à doença.
Com esse objetivo foi lançado um programa do de sequenciação do genoma da vassoura-de-bruxa. Este programa visa coordenar um conjunto de pesquisas de diferentes áreas, como biologia celular, morfologia, bioquímica, fisiologia vegetal e genética molecular, tendo os diversos pesquisadores envolvidos o apoio de um banco de dados de sequências genômicas e de cDNA do fungo. O programa tem também um forte viés pragmático, visando primariamente a utilização do conhecimento para intervir no problema.